# Dinky Van Rensburg
Dianne „Dinky“ Van Rensburg (* 3. März 1968) ist eine ehemalige südafrikanische Tennisspielerin.

## Karriere
Während ihrer Tennislaufbahn gewann sie ein Einzel- und drei Doppeltitel auf der WTA Tour. 1995 beendete sie ihre Karriere.

## Turniersiege

### Einzel
| Nr. | Datum            | Turnier | Kategorie   | Belag             | Finalgegnerin    | Ergebnis      |
| --- | ---------------- | ------- | ----------- | ----------------- | ---------------- | ------------- |
| 1.  | 11. Februar 1990 | Wichita | WTA Tier IV | Hartplatz (Halle) | Nathalie Tauziat | 2:6, 7:5, 6:2 |

### Doppel
| Nr. | Datum          | Turnier | Kategorie   | Belag     | Partnerin             | Finalgegnerinnen                         | Ergebnis      |
| --- | -------------- | ------- | ----------- | --------- | --------------------- | ---------------------------------------- | ------------- |
| 1.  | September 1986 | Tulsa   | WTA         | Hartplatz | Camille Benjamin      | Swetlana Parchomenko Laryssa Sawtschenko | 7:6, 7:5      |
| 2.  | Mai 1988       | Genf    | WTA Tier V  | Sand      | Christiane Jolissaint | Maria Lindstrom Claudia Porwik           | 6:1, 6:3      |
| 3.  | Mai 1990       | Genf    | WTA Tier IV | Sand      | Louise Field          | Elise Burgin Betsy Nagelsen              | 5:7, 7:6, 7:5 |